# Essex County (Massachusetts)
Das Essex County ist ein County im Bundesstaat Massachusetts der Vereinigten Staaten. Das U.S. Census Bureau hat bei der Volkszählung 2020 eine Einwohnerzahl von 809.829 ermittelt.
Verwaltungssitze (County Seat) sind Salem und Lawrence. Nach Abschaffung der Countyregierung 1999 existiert das County nur noch als historische geographische Region und dient einigen administrativen Zwecken.

## Regierung
Wie eine knappe Mehrheit der Countys in Massachusetts besitzt Essex County heute keine Countyregierung mehr. Alle vorherigen Aufgaben des Countys wurden 1999 durch Staatsbehörden übernommen. Der Sheriff und einige andere regionale Beamte mit besonderen Aufgaben werden noch immer lokal gewählt, um Aufgaben innerhalb des Countys wahrzunehmen. Die Gemeinden haben nun eine größere Autonomie und können regionale Verträge abschließen, um Dienstleistungen gemeinsam anzubieten.

## Geographie
Das County hat eine Fläche von 2146 Quadratkilometern, wovon 849 Quadratkilometer Wasserfläche sind. Es grenzt im Uhrzeigersinn an folgende Countys: Rockingham County (New Hampshire), Suffolk County und Middlesex County.

## Geschichte
Essex County war 1643 eines von vier Gründungscountys von Massachusetts.

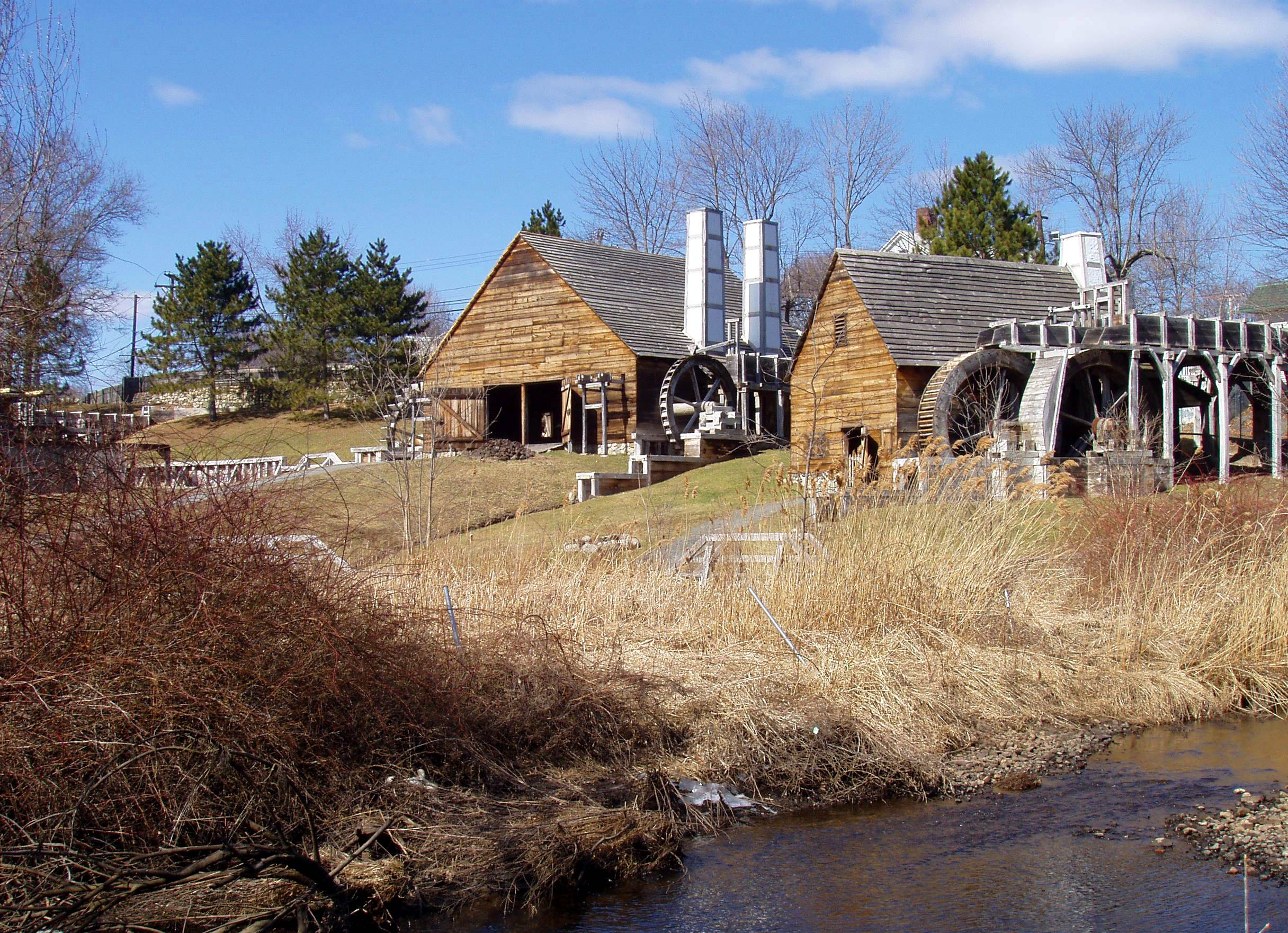
Rekonstruierte Schmiede und Mühle der Saugus Iron Works National Historic Site (2006)

Im County liegen zwei Orte von herausragender historischer Bedeutung, die als National Historic Site ausgezeichnet sind, die Saugus Iron Works National Historic Site und die Salem Maritime National Historic Site. 27 Stätten haben den Status einer National Historic Landmark. 474 Bauwerke und Stätten des Countys sind insgesamt im National Register of Historic Places eingetragen (Stand 17. November 2017).

## Demographie
Laut der Volkszählung im Jahr 2000 lebten im Essex County 723.419 Einwohner in 275.419 Haushalten und 185.081 Familien. Die Bevölkerung setzte sich aus 86,44 Prozent Weißen, 2,60 Prozent Afroamerikanern, 2,34 Prozent Asiaten und 0,23 Prozent amerikanischen Ureinwohnern zusammen. 11,04 Prozent der Bevölkerung waren spanischer oder lateinamerikanischer Abstammung. Das Prokopfeinkommen betrug 26.358 US-Dollar; 6,6 Prozent der Familien sowie 8,9 Prozent der Bevölkerung lebten unter der Armutsgrenze.

## Städte und Gemeinden
- Amesbury
- Andover
- Beverly
- Boxford
- Bradford
- Danvers
- Essex
- Georgetown
- Gloucester
- Groveland
- Hamilton
- Haverhill
- Ipswich
- Lawrence
- Lynn
- Lynnfield
- Manchester-by-the-Sea
- Marblehead
- Merrimac
- Methuen
- Middleton
- Nahant
- Newbury
- Newburyport
- North Andover
- Peabody
- Rockport
- Rowley
- Salem
- Salisbury
- Saugus
- Swampscott
- Topsfield
- Wenham
- West Newbury